# Apolonia Fier
Klubi i Futbollit Apolonia Fier – albański klub piłkarski z siedzibą w Fier. Założony został w 1925 (pod nazwą Shoqeria Sportive Apollonia). Obecnie gra w Kategoria e Parë.

## Osiągnięcia
- Puchar Albanii: 1998

## Europejskie puchary
Legenda do wszystkich tabel:
- Q – runda eliminacyjna, 1/16, 1/8, 1/4, 1/2 – odpowiednia faza rozgrywek, Grupa – runda grupowa, 1r gr – pierwsza runda grupowa, 2r gr – druga runda grupowa, F – finał, R – runda, PO – play-off
- k. – rzuty karne, los. – losowanie, Dogr. – dogrywka, w. – zasada bramek strzelonych na wyjeździe

| Sezon   | Rozgrywki                 | Runda | Klub       | Dom | Wyjazd | Ogólnie |
| ------- | ------------------------- | ----- | ---------- | --- | ------ | ------- |
| 1989/90 | Puchar UEFA               | 1R    | AJ Auxerre | 0–5 | 0–3    | 0–8     |
| 1998/99 | Puchar Zdobywców Pucharów | Q     | KRC Genk   | 1–5 | 0–4    | 1–9     |

## Kadra 2016/2017
Stan na 17 kwietnia 2017:
| Nr | Poz. | Piłkarz           |
| -- | ---- | ----------------- |
|    | BR   | Endrit Çako       |
|    | BR   | Gazmir Çepele     |
|    | BR   | Romeo Harizaj     |
|    | OB   | Izmir Balaj       |
|    | OB   | Endri Braka       |
|    | OB   | Albert Kaçiku     |
|    | OB   | Erlando Mehmeti   |
|    | OB   | Filip Stojanovski |
|    | OB   | Ervis Troka       |
|    | OB   | Valto Zeqaj       |
|    | PO   | Dejan Andoni      |
|    | PO   | Muhamed Berisha   |
|    | PO   | Klajdi Broshka    |
|    | PO   | Amarildo Dimo     |

| Nr | Poz. | Piłkarz             |
| -- | ---- | ------------------- |
|    | PO   | Julian Ferro        |
|    | PO   | Taulant Hysenshahaj |
|    | PO   | Ramadan Ibrahimov   |
|    | PO   | Xhek Kondakçiu      |
|    | PO   | Ksement Mehmeti     |
|    | PO   | Krisel Prifti       |
|    | PO   | Valentino Rafeski   |
|    | NA   | Florido Çaushi      |
|    | NA   | Klejvis Hasani      |
|    | NA   | Blerim Krasniqi     |
|    | NA   | Qemal Mustafaraj    |
|    | NA   | Lorenc Shehaj       |
|    | NA   | Eljon Sota          |
|    | NA   | Myrto Uzuni         |